# 7246-os busz
Az 7246-os busz Sopron városától Sopronbánfalva városrészen át Ágfalváig közlekedő helyközi járat. 2011. augusztus 1-jétől összevonták a soproni 21-es busszal, ezért a Sopron belterületén a helyközi jelleg mellett 21 sz. helyi járatként közlekedik.

## Megállóhelyei
| 0  | Sopron, autóbusz-állomás végállomás | 11 | 1, 2, 3, 3Y, 4, 5, 5A, 5B, 5T, 5Y, 6, 7, 7A, 7B, 8, 10, 10B, 11Y, 12, 13, 13B, 14, 14B, 17, 20, 20Y, 27, 27B, 32, 33 1642, 1660, 1662, 1719, 1720, 1722, 1723, 1724, 1725, 1726 7071, 7072, 7205, 7207, 7208, 7209, 7210, 7211, 7212, 7218, 7219, 7220, 7224, 7225, 7227, 7228, 7230, 7231, 7235, 7242 |
| 1  | Sopron, Táncsics utca, templom      | 10 | |
| 2  | Sopron, Kossuth L. u. Vadász u.     | 9  | |
| 3  | Sopron, Bánfalvi út, Falco Kft.     | 8  | |
| 4  | Sopron, Ágfalvi út, Besenyő u.      | 7  | |
| 5  | Sopron, Öntöde utva                 | 6  | |
| 6  | Sopron, Berkenye utca               | 5  | |
| 7  | Sopron, Ágfalvi úti lakótelep       | 4  | |
| 8  | Ágfalva, szociális otthon           | 3  | |
| 9  | Ágfalva, ABC áruház                 | 2  | |
| 10 | Ágfalva, hősi emlékmű               | 1  | |
| 11 | Ágfalva, autóbuszforduló végállomás | 0  | |